# 有机氯化合物

三氯甲烷(氯仿)，一种常用的溶剂

有机氯化合物（英語：Organochloride）指分子中至少含有一个由共价键连接至其他原子的氯原子的有机化合物。这类化合物在工业、农业、医学等各方面领域有着广泛的用途。常用的有机氯化合物包括氯乙烯、氯仿、滴滴涕等。

## 物理和化學特性
氯化在幾個方面修改了烴類的物理性質。由於氯相對於氫有較高原子量，這些化合物通常比水稠。因為氯化物是一個離去基團，脂族有機氯是烷化劑。

## 自然產生
許多自然產生的有機氯化合物已被分離出來，來源從細菌到人類。幾乎所有類的生物分子，包括生物鹼，萜類，氨基酸類，黃酮類，類固醇和脂肪酸都發現有有機氯化物。有機氯包括二噁英，在森林火災的高溫環境下產生，二噁英在輕度燃燒釋放的灰燼中被發現。此外，各種簡單氯代烴，包括二氯甲烷，氯仿，和四氯化碳已經從海洋藻類中分離出來。大多數在環境中的氯甲烷是由生物分解，森林火災，火山爆發中自然產生。
地棘蛙素是天然的有機氯化物，是從樹蛙分離出的生物鹼，有較強的鎮痛作用，並刺激了研究新的止痛藥。（青蛙通過他們的食物獲得地棘蛙素，然後封存在他們的皮膚上，可能的食物來源是甲蟲，螞蟻，蟎蟲和蒼蠅。）

## 應用

### 氯乙烯
有機氯化學的最大應用是生產氯乙烯。1985年年生產約130億公斤，幾乎全部被改成了聚氯乙烯（PVC）

### 氯代甲烷
大多數低分子量的氯化烴，如氯仿，二氯甲烷，二氯乙烯，三氯乙烷是有用的溶劑。這些溶劑往往是相對非極性的；因此它們與水不混溶，可有效應用於清洗，如脫脂和乾洗。每年生產甲烷氯化物數十億公斤，主要為甲烷氯化：
CH4 + x Cl2 → CH4−xClx + x HCl
最重要的是二氯甲烷，它主要用作溶劑。氯甲烷是氯矽烷和矽氧烷的前體。從歷史上看明顯但規模較小是三氯甲烷，主要是氯二氟甲烷和四氟乙烯的前體，其使用於特氟龍（聚四氟乙烯）的製造。

### 殺蟲劑
有機氯殺蟲劑的兩個主要群體是滴滴涕型化合物和氯化脂環。其作用機理略有不同：滴滴涕類化合物作用在周邊神經系統上。在軸突的鈉通道，在激活和膜去極化後，它們可以防止閥門關閉。鈉離子通過神經膜洩漏，並創建一個不穩定的負面“後電位”隨著過度興奮神經。這種洩漏引起神經元的重複放電，自發地或單個刺激後。
氯化環二烯包括艾氏劑，狄氏劑，異狄氏劑，七氯，氯丹和硫丹。2至8小時暴露導致壓抑中樞神經系統(CNS)活性，其次是過(GABA)氯離子載體複合物在GABAA受體點結合，抑制氯流入神經。
其它例子包括三氯杀螨醇，滅蟻靈，十氯酮和五氯酚。這些可以根據其分子結構成親水的或疏水的。

### 絕緣子
多氯聯苯（PCB）曾經常用的電絕緣體和傳熱劑。由於健康問題，它們的使用已普遍被淘汰。